# Forsskaolea candida
Forsskaolea candida là loài thực vật có hoa trong họ Tầm ma. Loài này được L.f. mô tả khoa học đầu tiên năm 1782.